# Laccaria amethistina
L'agarico ametistino (Laccaria amethystina (Hudson, 1778) Cooke, 1884) è un fungo appartenente alla ordine Agaricales, molto comune nei boschi di montagna.
Il nome proviene dal latino amethysteus = che ricorda l'ametista, perché di colore violaceo chiaro.
Ha il cappello di piccole dimensioni ed è alquanto difficile da notare.
Anche se il suo colore appariscente farebbe pensare a una possibile tossicità, è un fungo discreto commestibile utilizzato soprattutto nel misto.